# Dušan Podpečan
Dušan Podpečan, slovenski rokometni vratar, * 12. oktober 1975, Celje.
Podpečan je za Slovenijo nastopil na Poletnih olimpijskih igrah 2004 v Atenah, kjer je z reprezentanco osvojil enajsto mesto. Bil je tudi član srebrne reprezentance na Evropskem prvenstvu 2004 v Sloveniji. 